# (R)-2-idrossiacido deidrogenasi
La (R)-2-idrossiacido deidrogenasi è un enzima appartenente alla classe delle ossidoreduttasi, che catalizza la seguente reazione:
(2R)-3-sulfolattato + NAD(P)+ ⇄ 3-sulfopiruvato + NAD(P)H + H+
Questa deidrogenasi agisce anche sul (S)-malato e sul  (S)-2-idrossiglutarato, cioè su substrati con la stessa configurazione del (R)-sulfolattato.